# Teorema de Goldbach-Euler
En matemáticas, el teorema de Goldbach-Euler (también conocido como teorema de Goldbach), establece que la suma de 1/(p − 1), siendo p el conjunto de las potencias perfectas a las que se resta 1 y omitiendo repeticiones, converge a 1:
{\displaystyle \sum _{p}^{\infty }{\frac {1}{p-1}}={{\frac {1}{3}}+{\frac {1}{7}}+{\frac {1}{8}}+{\frac {1}{15}}+{\frac {1}{24}}+{\frac {1}{26}}+{\frac {1}{31}}}+\cdots =1.}
Este resultado se publicó por primera vez en el artículo de Euler de 1737 "Variæ observenes circa series infinitas". Euler atribuyó el resultado a una carta (ahora perdida) de Goldbach.

## Demostración
La demostración original de Goldbach enviada a Euler implicaba asignar una constante a la series armónica {\displaystyle \textstyle x=\sum _{n=1}^{\infty }{\frac {1}{n}}}, que es divergente. Tal prueba no se considera rigurosa según los estándares modernos. Existe una gran semejanza entre el método de cribado de potencias empleado en su demostración y el método de factorización utilizado con el fin de deducir la fórmula del producto de Euler para la función zeta de Riemann.
Sea x dado por:
{\displaystyle x=1+{\frac {1}{2}}+{\frac {1}{3}}+{\frac {1}{4}}+{\frac {1}{5}}+{\frac {1}{6}}+{\frac {1}{7}}+{\frac {1}{8}}\cdots }
Dado que la suma del recíproco de cada potencia de dos es {\displaystyle \textstyle 1={\frac {1}{2}}+{\frac {1}{4}}+{\frac {1}{8}}+{\frac {1}{16}}+\cdots }, restando los términos con potencias de dos de x, se obtiene
{\displaystyle x-1=1+{\frac {1}{3}}+{\frac {1}{5}}+{\frac {1}{6}}+{\frac {1}{7}}+{\frac {1}{9}}+{\frac {1}{10}}+{\frac {1}{11}}+\cdots }
Repitiendo el proceso con los términos con potencias de tres: {\displaystyle \textstyle {\frac {1}{2}}={\frac {1}{3}}+{\frac {1}{9}}+{\frac {1}{27}}+{\frac {1}{81}}+\cdots }
{\displaystyle x-1-{\frac {1}{2}}=1+{\frac {1}{5}}+{\frac {1}{6}}+{\frac {1}{7}}+{\frac {1}{10}}+{\frac {1}{11}}+{\frac {1}{12}}+\cdots }
Ausentes de la suma anterior están ahora todos los términos con potencias de dos y tres. Continúese eliminando términos con potencias de 5, 6 y así sucesivamente hasta que el lado derecho se agote al valor de 1. Finalmente, se obtiene la ecuación
{\displaystyle x-1-{\frac {1}{2}}-{\frac {1}{4}}-{\frac {1}{5}}-{\frac {1}{6}}-{\frac {1}{9}}-\cdots =1}
en la que se reordenan los términos
{\displaystyle x-1=1+{\frac {1}{2}}+{\frac {1}{4}}+{\frac {1}{5}}+{\frac {1}{6}}+{\frac {1}{9}}+\cdots }
y donde los denominadores consisten en todos los números enteros positivos que no son potencias restándoles uno. Restando la ecuación anterior de la definición de x dada arriba, se obtiene
{\displaystyle 1={\frac {1}{3}}+{\frac {1}{7}}+{\frac {1}{8}}+{\frac {1}{15}}+{\frac {1}{24}}+{\frac {1}{26}}+{\frac {1}{31}}+\cdots }
expresión en la que los denominadores ahora consisten solo en potencias perfectas restándoles uno.
Si bien carece de rigor matemático, la prueba de Goldbach proporciona un argumento razonablemente intuitivo para la verdad del teorema. Las demostraciones rigurosas requieren un tratamiento adecuado y más cuidadoso de los términos divergentes de la serie armónica. Otras demostraciones aprovechan el hecho de que la suma de 1/p sobre el conjunto de potencias perfectas p, excluyendo 1 pero incluyendo las repeticiones, converge a 1 demostrando la equivalencia:
{\displaystyle \sum _{p}^{\infty }{\frac {1}{p-1}}=\sum _{m=2}^{\infty }\sum _{n=2}^{\infty }{\frac {1}{m^{n}}}=1.}